# Desindustrialização por país
A desindustrialização refere-se ao processo de mudança social e econômica causada pela remoção ou redução da atividade industrial e do emprego em um país ou região, especialmente a indústria pesada ou a indústria de transformação. A desindustrialização é comum a todas as economias ocidentais maduras, pois o comércio internacional, as mudanças sociais e a urbanização mudaram a demografia financeira após a Segunda Guerra Mundial. Fenômenos como a mecanização do trabalho tornam as sociedades industriais obsoletas e levam ao encolhimento das comunidades industriais.

## Contexto
As teorias que preveem ou explicam a desindustrialização têm uma longa linhagem intelectual. A teoria do lucro (industrial) decrescente de Karl Marx argumenta que a inovação tecnológica permite meios de produção mais eficientes, resultando em maior produtividade física, ou seja, uma maior produção de valor de uso por unidade de capital investido. Paralelamente, porém, as inovações tecnológicas substituem as pessoas por máquinas e aumenta a composição orgânica do capital. Assumindo que apenas o trabalho pode produzir novo valor adicional, essa maior produção física incorpora um menor valor e mais-valia. A taxa média de lucro industrial, portanto, declina no longo prazo.
George Reisman identificou a inflação como um contribuinte para a desindustrialização. Em sua análise, o processo de inflação da moeda fiduciária distorce os cálculos econômicos necessários para operar empresas manufatureiras intensivas em capital e torna os investimentos necessários para sustentar as operações de tais empresas não lucrativas.
O termo crise de desindustrialização tem sido usado para descrever o declínio da indústria de mão-de-obra intensiva em vários países e a fuga de empregos das cidades. Um exemplo é a manufatura intensiva em mão-de-obra. Depois que acordos de livre comércio foram instituídos com nações menos desenvolvidas nas décadas de 1980 e 1990, os fabricantes de mão-de-obra intensiva realocaram as instalações de produção para países do Terceiro Mundo, destacadamente na China, com salários e padrões muito mais baixos. Além disso, as invenções tecnológicas que exigiam menos trabalho manual, como os robôs industriais, eliminaram muitos empregos na manufatura.

## Austrália
Em 2008, quatro empresas produziram carros em massa na Austrália. A Mitsubishi encerrou a produção em março de 2008, seguida pela Ford em 2016 e Holden e Toyota em 2017.
As carrocerias Holden foram fabricadas em Elizabeth, Austrália do Sul e os motores foram produzidos na fábrica de Fishermen's Bend em Port Melbourne, Victoria. Em 2006, a receita de exportação da Holden foi de pouco menos de A$ 1,3 bilhão. Em março de 2012, Holden recebeu US$ 270 milhões salva-vidas pelo governo australiano. Em troca, Holden planejou injetar mais de US$ 1 bilhão na fabricação de automóveis na Austrália, a intenção era continuar fabricando carros na Austrália até pelo menos 2022. No entanto, Holden anunciou em 11 de dezembro de 2013 que os carros Holden não seriam mais fabricados na Austrália a partir do final de 2017.

Emprego total na manufatura australiana de têxteis, roupas e calçados (milhares de pessoas) desde 1984

A Ford tinha duas fábricas principais, ambas em Victoria: localizadas no subúrbio de Norlane, em Geelong, e no subúrbio de Broadmeadows, ao norte de Melbourne. Ambas as fábricas foram fechadas em outubro de 2016.
Até 2006, a Toyota tinha fábricas em Port Melbourne e Altona, Victoria. Depois disso, toda a fabricação ocorreu em Altona. Em 2008, a Toyota exportou 101.668 veículos no valor de US$ 1.9 milhão. Em 2011, os números foram "59.949 unidades no valor de $ 1 milhão". Em 10 de fevereiro de 2014, foi anunciado que até o final de 2017 a Toyota deixaria de fabricar veículos e motores na Austrália.
Até a liberalização do comércio em meados da década de 1980, a Austrália tinha uma grande indústria têxtil. Este declínio continuou durante a primeira década do século XXI. Desde a década de 1980, as tarifas foram reduzidas constantemente; no início de 2010, as tarifas foram reduzidas de 17,5% para 10% em roupas e de 7,5 a 10% para 5% em calçados e outros têxteis. A partir de 2010, a maior parte da fabricação de têxteis, mesmo por empresas australianas, é realizada na Ásia.

## Canadá
Em todo o país, nos últimos 50 anos, de acordo com dados da OCDE, a produção industrial e o emprego em geral têm aumentado constantemente. A percepção de desindustrialização a que a literatura se refere trata do fato de que, embora o emprego e a produção econômica tenham aumentado, a economia mudou drasticamente de empregos industriais para empregos no setor de serviços. Apenas 13% da atual população canadense tem emprego no setor industrial. Os avanços tecnológicos na indústria nos últimos 50 anos permitiram que a produção industrial continuasse crescendo durante a mudança econômica canadense para o setor de serviços, com atual participação de 69% do PIB do Canadá vindo do setor de serviços.

## Alemanha

### Histórico
Na Alemanha ocupada após a Segunda Guerra Mundial, o Plano Morgenthau foi implementado, embora não em sua versão mais extrema. O plano estava presente na diretiva de ocupação dos EUA JCS 1067 e nos planos aliados de "desarmamento industrial". Em 2 de fevereiro de 1946, um despacho de Berlim relatou:
Algum progresso foi feito na conversão país em uma economia agrícola e de indústria leve, disse o brigadeiro-general William H. Draper, Jr., chefe da Divisão de Economia Americana, que enfatizou que havia um acordo geral sobre esse plano. Ele explicou que o futuro padrão industrial e econômico da Alemanha estava sendo desenhado para uma população de 66.500.000 habitantes. Com base nisso, disse ele, a nação precisará de grandes importações de alimentos e matérias-primas para manter um padrão de vida mínimo. Sobre os tipos de exportações alemãs - carvão, coque, equipamentos elétricos, artigos de couro, cerveja, vinhos, bebidas espirituosas, brinquedos, instrumentos musicais, têxteis e vestuário - para substituir os produtos industriais pesados. que formou a maior parte das exportações da Alemanha antes da guerra.
Segundo alguns historiadores, o governo dos Estados Unidos abandonou o plano Morgenthau como política em setembro de 1946 com o discurso do secretário de Estado James F. Byrnes.
Outros argumentaram que o crédito deveria ser dado ao ex-presidente dos Estados Unidos Herbert Hoover, que em um de seus relatórios da Alemanha, datado de 18 de março de 1947, defendeu uma mudança na política de ocupação, afirmando entre outras coisas: "Há a ilusão de que a Nova Alemanha deixada após as anexações pode ser reduzida a um 'estado pastoral'. Isso não pode ser feito a menos que exterminemos ou movamos 25.000.000 de pessoas para fora dele."
Preocupações com a lenta recuperação da economia europeia, que antes da guerra dependia da base industrial alemã, e a crescente influência soviética entre uma população alemã sujeita à escassez de alimentos e à miséria econômica, causaram o Estado-Maior Conjunto e os generais Clay e Marshall para começar a fazer lobby junto ao governo Truman para uma mudança de política.
O desmantelamento da indústria alemã (ocidental) terminou em 1951, mas o "desarmamento industrial" persistiu nas restrições à produção real de aço alemã e na capacidade de produção, bem como nas restrições às principais indústrias. Todas as restrições restantes foram finalmente rescindidas em 5 de maio de 1955. "O último ato do drama de Morgenthau ocorreu nessa data ou quando o Saar foi devolvido à Alemanha."
Vladimir Petrov concluiu: "Os Aliados vitoriosos... atrasaram por vários anos a reconstrução econômica do continente dilacerado pela guerra, uma reconstrução que posteriormente custou bilhões de dólares aos EUA."

## Polônia
Na Polônia, como em muitos outros ex-países comunistas, a desindustrialização ocorreu rapidamente nos anos após a queda do comunismo em 1989, com muitas indústrias não lucrativas falindo com a mudança para a economia de mercado, e outras indústrias estatais sendo destruídas por uma variedade de meios, incluindo políticas fiscais e de crédito alteradas arbitrariamente. No entanto, a extensão da desindustrialização foi maior na Polônia do que em outros países europeus, incluindo países pós-comunistas: mais de ⅓ do total de ativos industriais de grande e médio porte foram eliminados. As razões econômicas percebidas para a desindustrialização foram reforçadas por motivações políticas e ideológicas, como a remoção das influências socialistas remanescentes concentradas em grandes empresas (em oposição à rápida privatização e terapia de choque, conforme prescrito pelo Plano Balcerowicz) e pela especulação imobiliária. Entre essas instituições "privatizadas" houve muitos casos de aquisições hostis (envolvendo 23% de todos os ativos transferidos), quando entidades industriais foram vendidas e depois transferidas para o setor de serviços ou liquidadas para facilitar a aquisição do mercado da antiga empresa pela compra (normalmente estrangeira).
As primeiras políticas econômicas da Polônia capitalista resultaram em crises econômicas e sociais, incluindo alto desemprego, e no que alguns veem como perdas irremediáveis, impactando a situação da Polônia hoje. Ao mesmo tempo, no entanto, muitos desenvolvimentos construtivos ocorreram, incluindo o aumento generalizado do empreendedorismo e, especialmente depois que a Polônia ingressou na União Européia, um crescimento econômico significativo. O processo de transformação, conforme executado, geralmente substituiu grandes empresas por pequenas, criando um ambiente hostil à inovação, mas propício à fuga de capital humano.
A avaliação do avanço econômico da Polônia depende dos critérios utilizados. Por exemplo, a produção industrial do país aumentou 2,4 vezes entre 1989 e 2015, enquanto a porcentagem do PIB polonês do produto bruto mundial caiu de 2,4 em 1980 para 0,5-0,6 em 2015. Em várias categorias medidas de progresso, a Polônia fica atrás de seus ex-vizinhos comunistas da União Européia (República Tcheca, Eslováquia, Hungria, Lituânia), que não haviam adotado políticas de desindustrialização tão radicais quanto a da Polônia.

## União Soviética
Antes de sua dissolução em 1991, a União Soviética tinha a segunda maior economia do mundo depois dos Estados Unidos. A economia da União Soviética foi a primeira e mais notável economia de planejamento centralizado do mundo. Baseava-se em um sistema de propriedade estatal e era administrado por Gosplan (a Comissão de Planejamento do Estado), Gosbank (o Banco do Estado) e Gossnab (a Comissão de Fornecimento de Materiais e Equipamentos do Estado). O planejamento econômico era feito por meio de uma série de planos quinquenais. A ênfase foi colocada no rápido desenvolvimento da indústria pesada, e o país se tornou um dos maiores fabricantes mundiais de um grande número de produtos industriais básicos e pesados, mas ficou para trás na produção de produtos industriais leves e bens de consumo duráveis.
À medida que a economia soviética se tornava mais complexa, ela exigia uma desagregação cada vez mais complexa dos números de controle (metas do plano) e insumos da fábrica. À medida que exigia mais comunicação entre as empresas e os ministérios de planejamento, e à medida que o número de empresas, trustes e ministérios se multiplicava, a economia soviética começou a estagnar.
A maior parte das informações na economia soviética fluía de cima para baixo, e o planejamento econômico era frequentemente feito com base em informações defeituosas ou desatualizadas, principalmente em setores com grande número de consumidores. Como resultado, alguns bens tendiam a ser subproduzidos, levando à escassez, enquanto outros eram produzidos em excesso e acumulados em estoque. Algumas fábricas desenvolveram um sistema de escambo e trocavam ou compartilhavam matérias-primas e peças, enquanto os consumidores desenvolviam um mercado negro para mercadorias particularmente procuradas, mas constantemente subproduzidas.
Admitindo as fraquezas de suas abordagens anteriores na solução de novos problemas, os líderes do final dos anos 1980, liderados por Mikhail Gorbachev, buscavam moldar um programa de reforma econômica para galvanizar a economia. No entanto, em 1990, o governo soviético havia perdido o controle sobre as condições econômicas. Os gastos do governo aumentaram acentuadamente à medida que um número crescente de empresas não lucrativas exigia apoio do Estado e subsídios aos preços ao consumidor para continuar.
O sistema de produção industrial na União Soviética sofreu um colapso político e econômico em 1991, após o qual ocorreu uma transição de economias planejadas centralmente para economias de mercado. Com o colapso da União Soviética, a integração econômica das repúblicas soviéticas foi dissolvida e a atividade industrial geral declinou substancialmente. Um legado duradouro permanece na infraestrutura física criada durante décadas de práticas combinadas de produção industrial.

## Reino Unido
O Reino Unido experimentou uma desindustrialização considerável, especialmente tanto na indústria pesada (como mineração e aço) quanto na manufatura leve. Novos empregos surgiram com salários baixos ou com requisitos de alta qualificação que faltam aos trabalhadores demitidos. Enquanto isso, as reverberações políticas foram crescendo. Jim Tomlinson concorda que a desindustrialização é um fenômeno importante, mas nega que represente um declínio ou fracasso.
A participação do Reino Unido na produção manufatureira aumentou de 9,5% em 1830, durante a Revolução Industrial, para 22,9% na década de 1870. Caiu para 13,6% em 1913, 10,7% em 1938 e 4,9% em 1973. Competição no exterior, sindicalismo, estado de bem-estar, perda do Império Britânico e falta de inovação foram apresentados como explicações para o declínio industrial. Chegou ao ponto de crise na década de 1970, com uma crise mundial de energia, alta inflação e um influxo dramático de produtos manufaturados de baixo custo da Ásia. A mineração de carvão entrou em colapso rapidamente e praticamente desapareceu no século XXI. As ferrovias estavam decrépitas, mais fábricas têxteis fecharam do que abriram, o emprego no setor siderúrgico caiu drasticamente e a indústria automobilística sofreu. As respostas populares variaram muito; Tim Strangleman e outros. encontrou uma série de respostas dos trabalhadores afetados: por exemplo, alguns invocaram um glorioso passado industrial para lidar com sua recém-descoberta insegurança econômica pessoal, enquanto outros buscaram ajuda na União Europeia. Argumentou-se que essas reverberações contribuíram para o voto popular a favor do Brexit em 2016.
Os economistas desenvolveram duas interpretações alternativas para explicar a desindustrialização na Grã-Bretanha. A primeira foi desenvolvida pelos economistas de Oxford, Robert Bacon e Walter Eltis. Eles argumentam que a expansão do setor público privou o setor privado de mão de obra e capital suficientes. As demandas sindicais por salários mais altos resultaram em menor lucratividade no setor privado e uma queda no investimento. No entanto, muitos economistas argumentam que os gastos públicos reduziram os níveis de desemprego, não os aumentaram.
A segunda explicação é o modelo de New Cambridge associado a Wynne Godley e Francis Cripps. Ele enfatiza o declínio de longo prazo e a competitividade da indústria britânica. Durante a década de 1970, especialmente, o setor manufatureiro perdeu constantemente sua participação nos mercados doméstico e internacional. O superávit histórico substancial das exportações sobre as importações caiu para um equilíbrio. A implicação é que, embora os níveis de pesquisa sejam altos na Grã-Bretanha, a indústria tem sido lenta na implementação da inovação. O modelo atual aponta para a valorização da libra esterlina em relação a outras moedas, de modo que os produtos britânicos ficam mais caros. Em termos de política, o modelo de New Cambridge recomenda controles gerais de importação, caso contrário o desemprego continuará aumentando. O modelo indica que a desindustrialização é um problema sério que ameaça a capacidade do país de manter o equilíbrio do balanço de pagamentos no longo prazo. A situação após o esgotamento do petróleo do Mar do Norte parece problemática.
As consequências sociais mais dramáticas são trabalhadores qualificados no setor manufatureiro não são mais necessários e são transferidos para empregos com salários mais baixos e menos valiosos tecnologicamente. A informatização e a globalização estão agravando esse problema.

## Estados Unidos

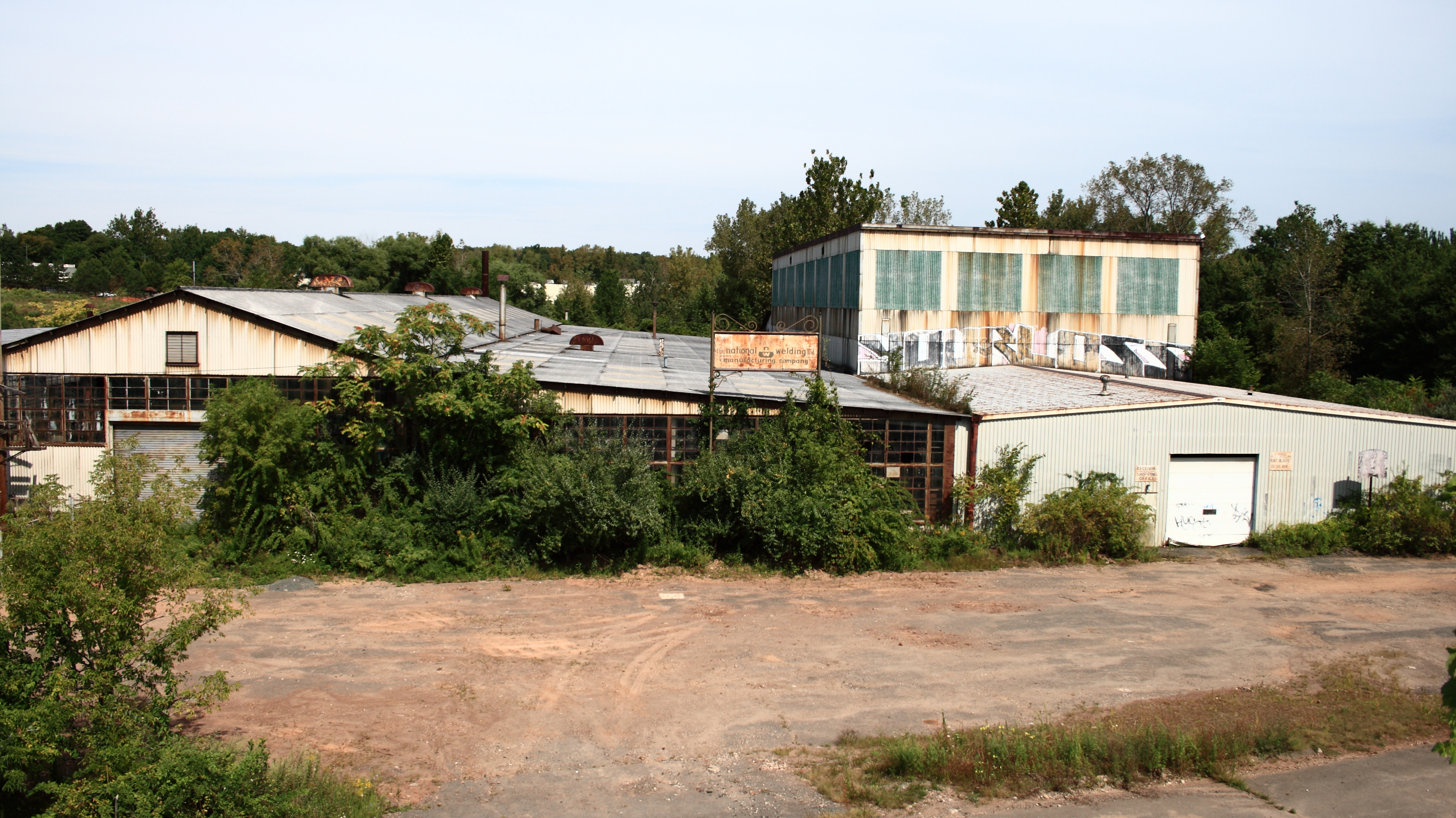
Este antigo local industrial em Connecticut foi usado para escritórios depois que o fabricante encerrou as operações em 1994.

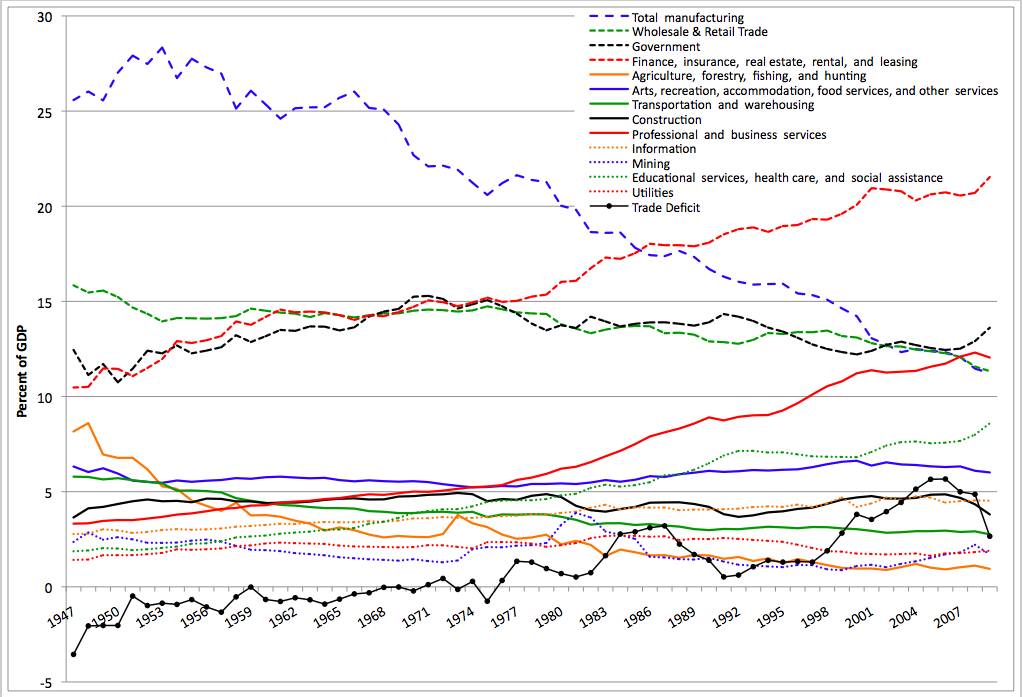
Setores da economia dos EUA como porcentagem do PIB, 1947-2009

Nos Estados Unidos, a desindustrialização é principalmente um fenômeno regional centrado no Rust Belt, uma região que consiste nos centros industriais originais da Nova Inglaterra aos Grandes Lagos. O número de pessoas empregadas na manufatura em todo o país atingiu o pico em 1979 com 19.553.000 empregos, embora as perdas mais significativas tenham ocorrido na primeira década do século 21, quando o número de empregos na manufatura caiu de 17.284.000 empregos em janeiro de 2001 para 11.460.000 empregos em janeiro de 2010.
Existem várias explicações concorrentes para a rápida diminuição do emprego no setor manufatureiro. Uma análise do Instituto de Política Econômica citou a redução das barreiras comerciais desde a entrada da China na OMC em 2001, juntamente com sua falta de regulamentação trabalhista e ambiental e sua política de desvalorização de sua moeda para exportações mais baratas como um catalisador para os fabricantes realocarem suas fábricas para a China, com custos consideravelmente mais baixos. Eles argumentaram que o déficit comercial resultante dessa redistribuição da produção deslocou empregos ao interromper a balança comercial entre os países, fazendo com que a demanda pela produção doméstica diminuísse à medida que as empresas se tornassem mais dependentes das importações. No entanto, alguns contestam essa explicação como a principal causa do declínio, citando outras razões como mais importantes. Um artigo do Peterson Institute for International Economics argumentou que a diminuição na parcela de empregos ocupados por empregos na manufatura se deveu mais ao aumento da produtividade que atendeu ao platô da demanda do consumidor, diminuindo a demanda por mão de obra.
De fato, a indústria continua nos Estados Unidos, por exemplo, existem produtores competitivos de exportação de tecnologia de precisão na Nova Inglaterra. Assim, a percepção de que toda a indústria saiu dos Estados Unidos se deve à mudança de padrões na geografia e na geografia política da produção, afastando-se dos centros metropolitanos (como Nova York, Boston, Chicago, Oakland, em direção a áreas mais "rurais" (como como Geórgia ou New Hampshire ou Utah). Como a maioria dos americanos vive em grandes cidades, a maioria dos americanos vê fábricas vazias, mesmo que as fábricas estejam operando bem em outros locais. Alguns argumentam também que a mudança ocorreu do Nordeste e Centro-Oeste fortemente sindicalizados em direção ao Sudeste, e a alta oferta de trabalhadores no Sudoeste (em grande parte imigrantes, de primeira geração e de segunda geração dispostos a aceitar salários baixos).
Muitos setores de alta produtividade nos quais se poderia esperar que os EUA tivessem uma vantagem comparativa, como a produção de máquinas-ferramenta, deixaram os Estados Unidos entre 1980 e 1985. Provavelmente, isso ocorre porque o Federal Reserve defendeu uma política de dólar forte, precisamente no momento em que os fabricantes alemães e japoneses tiveram custos em queda devido ao aumento da produtividade. Nas circunstâncias de queda dos preços japoneses, por exemplo, apenas uma queda no valor do dólar americano poderia manter as máquinas-ferramentas americanas competitivas. O fato de o Federal Reserve ter seguido exatamente a política oposta e causado a valorização do dólar de 1979 a 1984 foi um golpe mortal para as máquinas-ferramentas da Nova Inglaterra. Em 1986, o Fed reconheceu seu erro e negociou a desvalorização do dólar em relação ao iene e ao marco alemão com o Plaza Accords, mas já era tarde demais para muitas empresas, que fecharam, demitiram centenas ou foram vendidas para conglomerados durante os períodos de baixa.
Certos setores da manufatura permanecem vibrantes. A produção de equipamentos eletrônicos aumentou mais de 50%, enquanto a de vestuário caiu mais de 60%. Após uma recessão moderada, a produção industrial cresceu lenta mas firmemente entre 2003 e 2007. O setor, no entanto, cresceu em média menos de 1% ao ano de 2000 a 2007; além disso, desde o início de 2008, a produção industrial caiu novamente e, em junho de 2009, havia caído mais de 15%. A partir daí, a produção começou a se recuperar.
A população dos Estados Unidos quase dobrou desde a década de 1950, adicionando aproximadamente 150 milhões de pessoas. No entanto, durante esse período (1950-2007), a proporção da população que vive nas grandes cidades manufatureiras do Nordeste diminuiu significativamente. Durante a década de 1950, as vinte maiores cidades do país abrigavam quase um quinto da população dos Estados Unidos. Em 2006, essa proporção caiu para cerca de um décimo da população.
Muitas cidades manufatureiras de pequeno e médio porte no Rust Belt tiveram destinos semelhantes. Por exemplo, a cidade de Cumberland, Maryland, caiu de uma população de 39.483 na década de 1940 para uma população de 20.915 em 2005. A cidade de Detroit, Michigan, viu sua população cair de um pico de 1.849.568 em 1950 para 713.777 em 2010, a maior queda populacional de qualquer grande cidade dos EUA (1.135.971) e a segunda maior queda em termos de porcentagem de pessoas perdidas (perdendo apenas para a queda de 62,7% de St. Louis).
Uma das primeiras indústrias a declinar foi a indústria têxtil na Nova Inglaterra, quando suas fábricas se mudaram para o sul. Desde a década de 1970, os têxteis também diminuíram no Sudeste. A Nova Inglaterra respondeu desenvolvendo uma economia de alta tecnologia, especialmente em educação e medicina, usando sua forte base educacional.
À medida que os americanos migraram para longe dos centros manufatureiros, eles formaram subúrbios em expansão, e muitas antigas cidades pequenas cresceram fortemente nos últimos 50 anos. Somente em 2005, Phoenix, Arizona, cresceu 43.000 pessoas, um aumento na população maior do que qualquer outra cidade nos Estados Unidos. Por exemplo, em 1950, Phoenix era apenas a 99ª maior cidade do país, com uma população de 107.000 habitantes. Em 2005, a população cresceu para 1,5 milhão, classificando-se como a sexta maior cidade dos Estados Unidos.

### Historiografia
- Alto, Estevão. "The Wounds of Class": A Historiographical Reflection on the Study of Deindustrialization, 1973–2013," History Compass (2013) 11#11 pp 994–1007; nos EUA e Reino Unido; DOI: 10.1111/hic3.12099